# Billy Coole
William Coole (27 tháng 1 năm 1927 – 2001) là một cầu thủ bóng đá người Anh thi đấu ở Football League cho Mansfield Town, Notts County và Barrow.